# Eichoichemus eraxoides
Eichoichemus eraxoides là một loài ruồi trong họ Asilidae. Eichoichemus eraxoides được Curran miêu tả năm 1935.